# Equinadas
As ilhas Equinadas (em latim: Echinadae; em grego: αἱ Ἐχινάδες νῆσοι; romaniz.: Echinades ou Ehinades) ou Equinas (em grego: αἱ Ἐχῖναι νῆσοι; em italiano: Curtzolari), também chamadas informalmente Óxias são um grupo de ilhas do mar Jónico, ao largo da costa de Acarnânia, Grécia, na entrada do golfo de Corinto. O arquipélago é usualmente dividido em três grupos: as Drakoneres a norte, as Módias no centro e as Uniadas a sul. Administrativamente fazem parte de duas unidades regionais: Ítaca e Cefalónia, ambas parte da antiga prefeitura de Cefalónia. Muitas das ilhas são privadas.
O arquipélago é conhecido por ser a terra natal do herói mítico de Odisseu (Ulisses). Ao largo do arquipélago foram travadas duas importantes batalhas históricas: a batalha das Equinadas em 1427, e a batalha de Lepanto, em 1571.

## História
A origem geológica de muitas das ilhas deve-se a depósitos aluviais continentais. Segundo Heródoto, no seu tempo, metade das ilhas antigamente existentes já tinham sido unidas ao continente, e Tucídides esperava que o mesmo iria acontecer a prazo com todas elas, pois encontravam-se tão perto umas das outras que seria facilmente unidas pelos aluviões trazidos pelo rio Aqueloo. Tal não se verificou, o que Pausânias atribuiu ao facto do Aqueloo ter passado a arrastar menos aluviões devido às terras da Etólia não serem cultivadas. A explicação moderna é diferente e há poucas dúvidas que isso se deve a crescente profundidade do mar, que impede que seja perceptível qualquer progresso.
As Equínadas são mencionadas por Homero, que na Ilíada relata que Meges, filho de Fileu, comandou 40 navios desde Troia até Dulíquio (Dulichium) e as ilhas sagradas Equinas, que estão situadas além do mar, em frente à Élida. Fileu era filho de Augias, rei dos Epeus na Élida, que emigrou para Dulíquio para escapar à fúria do pai. Na Odisseia, Dulíquio (que pode ser uma ilha nas Equínadas) é mencionada frequentemente juntamente com Same (Cefalónia), Zacinto e Ítaca como uma das ilhas pertencentes a Ulisses e é celebrada pela sua fertilidade. Estrabão e muitos autores modernos situam Dulíquio entre as Equínadas, a maior parte identificando-a com a ilha de Makri. Eurípides, na sua obra Ifigénia em Áulis, identifica as Equinadas com as ilhas de Tafos (Taphiae Insulae). Contudo, a maior parte dos estudiosos modernos, incluindo os editores do Barrington Atlas of the Greek and Roman World, situam a ilha de Tafos em Meganisi, a leste de Lêucade, bastante mais a noroeste que as Equinadas; segundo esta versão, as ilhas de Tafos incluiriam, além de Meganisi, Kalamos, Kastos e as ilhas circundantes.
Homero descreve as Equinadas como sendo habitadas, mas tanto Tucídides como Cílax apresentam-nas como desertas. Estrabão limita-se a dizer que eram áridas e escarpadas. Estêvão de Bizâncio menciona uma cidade de nome Apolónia (Ἀπολλωνία), situada numa da ilhas. Plínio, o Velho menciona os nomes de nove dessas ilhas: Egiália, Cotonis, Tiatira, Geóaris, Dionísia, Cirno, Cálcis, Pinara e Misto. Outra das Equinadas era Artemita (Ἀρτεμίτα), a qual se uniu ao continente. Artemidoro de Éfeso fala de Artemita como uma península perto da foz do Aqueloo, e Riano liga-a às ilhas Oxéias (Oxéias, Oxiés ou Scrofés) As Óxias (αἱ Ὀξεῖαι) são por vezes apresentadas como um grupo separado de ilhas situado a oeste ou a sul das Equinadas, mas são incluídas por Estrabão no nome genérico de Equinadas. Ainda de acordo com Estrabão, as Oxéias são mencionadas por Homero com o nome sinónimo de Toas (Θοαί).

## Etimologia
O nome de Equinadas (Echinades) provém de echinos ("ouriços-do-mar"; nome científico: Echinoidea), devido aos seus contornos "espinhosos". Pela mesma razão eram também chamadas Óxias, or "ilhas afiadas ou cortantes", um nome que uma delas ainda retém na forma ligeiramente alterada de Oxeia (Oxiés, Oxiá, or Oxia). Segundo Leake, as Equinadas estão divididas em duas algomerações, além de Petalas (Petalá), a qual, por ser muito árida e próxima do continente, não foi reclamada, ou pelo menos não foi ocupadas pelo povo de Ítaca, apesar de antigamente ter sido indubitavelmente uma das Equinadas. O grupo do norte é usualmente chamado Drakoneres, de Drakonera, a ilha principal. O grupo do sul é conhecido por Uniadas ou Oxéias. Os Venezianos chamavam-lhes Kurtzolári, o nome da península situada à esquerda d foz do Aqueloo, perto de Oxeia. Dezassete das ilhas têm nomes, além das quatro ilhas Modia (Stamodio ou Módi), duas das quais não passam de rochedos, e nove das dezassete são cultivadas. Estas são, de sul para norte: Oxeia (Oxiá), Makri (Makrí), Vrómona (Vromotas ou Vrómona), Pontikos (Pondikónisi), Karlonísi (Karlónísi), Prováti, Lamprini (Lamprinos ou Lambrinó), Sofía (Sofiá), Drakonera (Dhragonára).

## Ilhas
| Nome                              | (em grego)             | Unidade regional | Subgrupo   | Área (km²) | Ponto mais elevado (m) | Coordenadas                 |
| --------------------------------- | ---------------------- | ---------------- | ---------- | ---------- | ---------------------- | --------------------------- |
| Praso                             | Πράσο                  | Cefalónia        | Drakoneres |            |                        | 38° 28' 58" N 20° 58' 10" E |
| Sofía ou Sofiá                    | Σοφία                  | Cefalónia        | Drakoneres | 0.174      |                        | 38° 28' 49" N 21° 0' 5" E   |
| Lamprini ou Lamprinos ou Lambrinó | Λαμπρινός              | Cefalónia        | Drakoneres | 0.352      | 61                     | 38° 28' 22" N 21° 0' 18" E  |
| Drakonera ou Dhragonara           | Δρακονέρα              | Ítaca            | Drakoneres | 2.442      | 137                    | 38° 28' 51" N 21° 1' 15" E  |
| Filippos                          | Φίλιππος               | Cefalónia        | Drakoneres | 0.046      |                        | 38° 28' 17" N 21° 0' 55" E  |
| Pistros                           | Πίστρος                | Cefalónia        | Drakoneres | 0.114      | 41                     | 38° 27' 51" N 21° 0' 58" E  |
| Kalogiros                         | Καλόγηρος              | Cefalónia        | Drakoneres | 0.249      |                        | 38° 29' 28" N 21° 8' 49" E  |
| Karlonísi                         | Καρλονήσι              | Ítaca            | Drakoneres | 0.719      | 77                     | 38° 28' 32" N 21° 2' 35" E  |
| Tsakalonisi                       | Τσακαλονήσι            | Cefalónia        | Drakoneres | 0.1        |                        | 38° 27' 44" N 21° 2' 11" E  |
| Prováti                           | Προβάτι                | Ítaca            | Drakoneres | 1.21       | 75                     | 38° 27' 48" N 21° 2' 53" E  |
| Pontikos ou Pondikónisi           | Ποντικός               | Cefalónia        | Drakoneres | 0.736      |                        | 38° 27' 17" N 21° 3' 59" E  |
| Girovaris ou Gkravaris            | Γηρόβαρης ou Γκράβαρης | Cefalónia        | Modia      |            | 24                     | 38° 26' 24" N 21° 1' 36" E  |
| Soros                             | Σωρός                  | Cefalónia        | Modia      | 0.038      | 31                     | 38° 26' 5" N 21° 1' 30" E   |
| Apasa                             | Άπασα                  | Cefalónia        | Modia      | 0.024      | 17                     | 38° 25' 53" N 21° 1' 29" E  |
| Modio ou Modi                     | Μοδιό ou Μόδι          | Cefalónia        | Modia      | 0.258      | 66                     | 38° 25' 25" N 21° 1' 20" E  |
| Petalas                           | Πεταλάς                | Cefalónia        | Ouniadas   | 5.497      | 251                    | 38° 24' 50" N 21° 5' 41" E  |
| Vrómona ou Vromotas ou Vrómona    | Βρομώνας               | Ítaca            | Ouniadas   | 1.047      | 141                    | 38° 22' 9" N 20° 59' 43" E  |
| Makri                             | Μάκρη                  | Ítaca            | Ouniadas   | 0.983      | 126                    | 38° 21' 30" N 21° 2' 19" E  |
| Kouneli ou Makropoula             | Κουνέλι ou Μακροπούλα  | Ítaca            | Ouniadas   | 0.095      | 126                    | 38° 21' 6" N 21° 3' 17" E   |
| Oxeia                             | Οξεία                  | Ítaca            | Ouniadas   | 4.223      | 421                    | 38° 18' 13" N 21° 6' 39" E  |